# 筑豊緑地

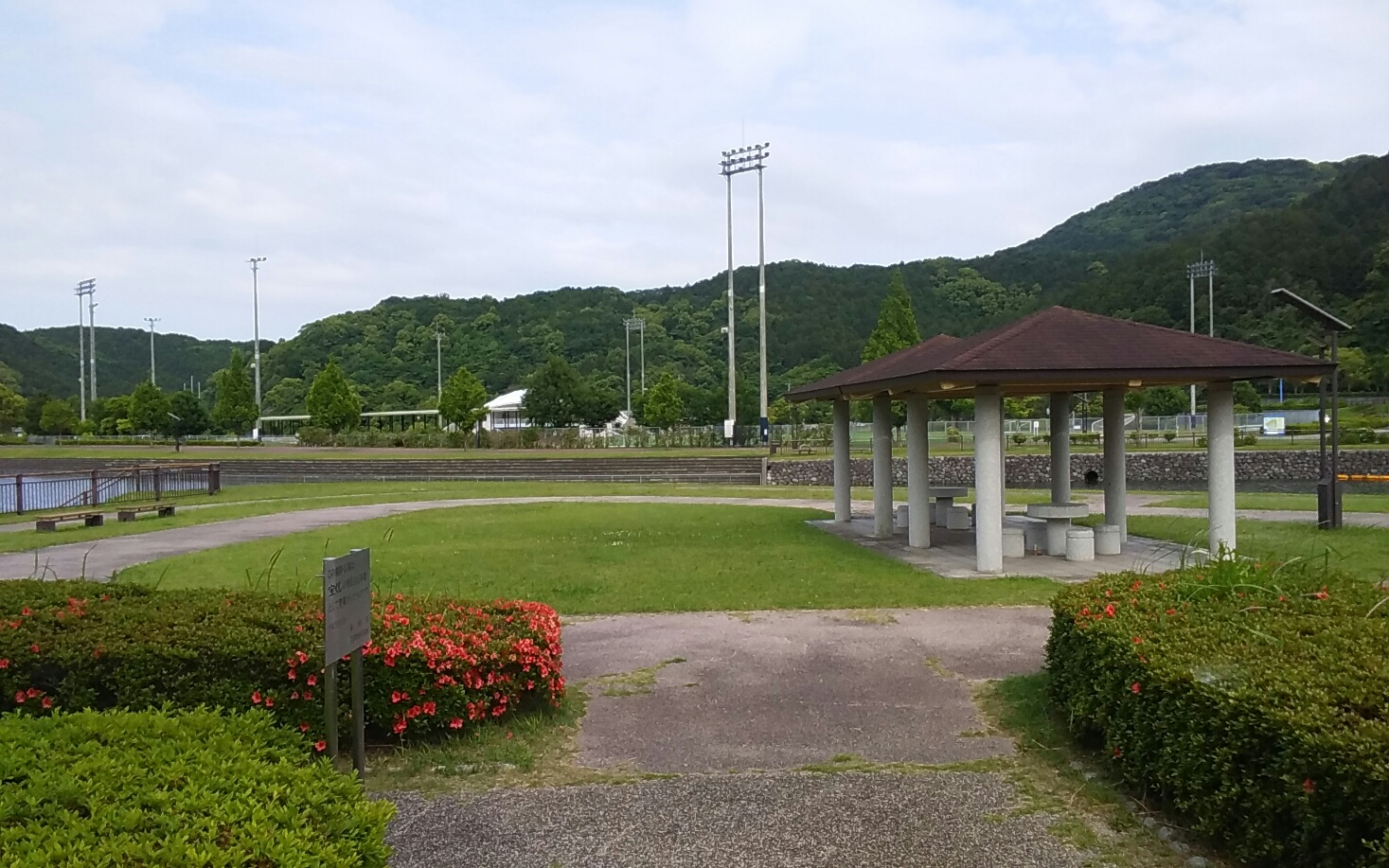
遊歩道と泥池

筑豊緑地（ちくほうりょくち）は、福岡県飯塚市にある公園。

## 概要
飯塚市の旧庄内町と頴田町にまたがる面積152.6haの大型公園で、ウェルネス（運動・休養・栄養）をテーマにプール・テニスコート・トラックなど様々な施設がそろっている。県営筑豊緑地野球場ではプロ野球の2軍戦なども開催されている。
公園内にはソメイヨシノ、ナンキンハゼ、イチョウ、クスノキ、ケヤキなどの樹木が見られる。また芝生広場や遊具では家族連れ等でにぎわう。

## 利用情報
- 所在地

福岡県飯塚市仁保8-25
- 入園料

無料。ただしプール・テニスコート・野球場などの使用は有料。
- 開園時間

入園自由。ただしプール・テニスコート・野球場などは施設により営業時間あり。
- 休園日

なし。ただしプール・テニスコート・野球場などは施設により年末年始等が休み。

## ギャラリー

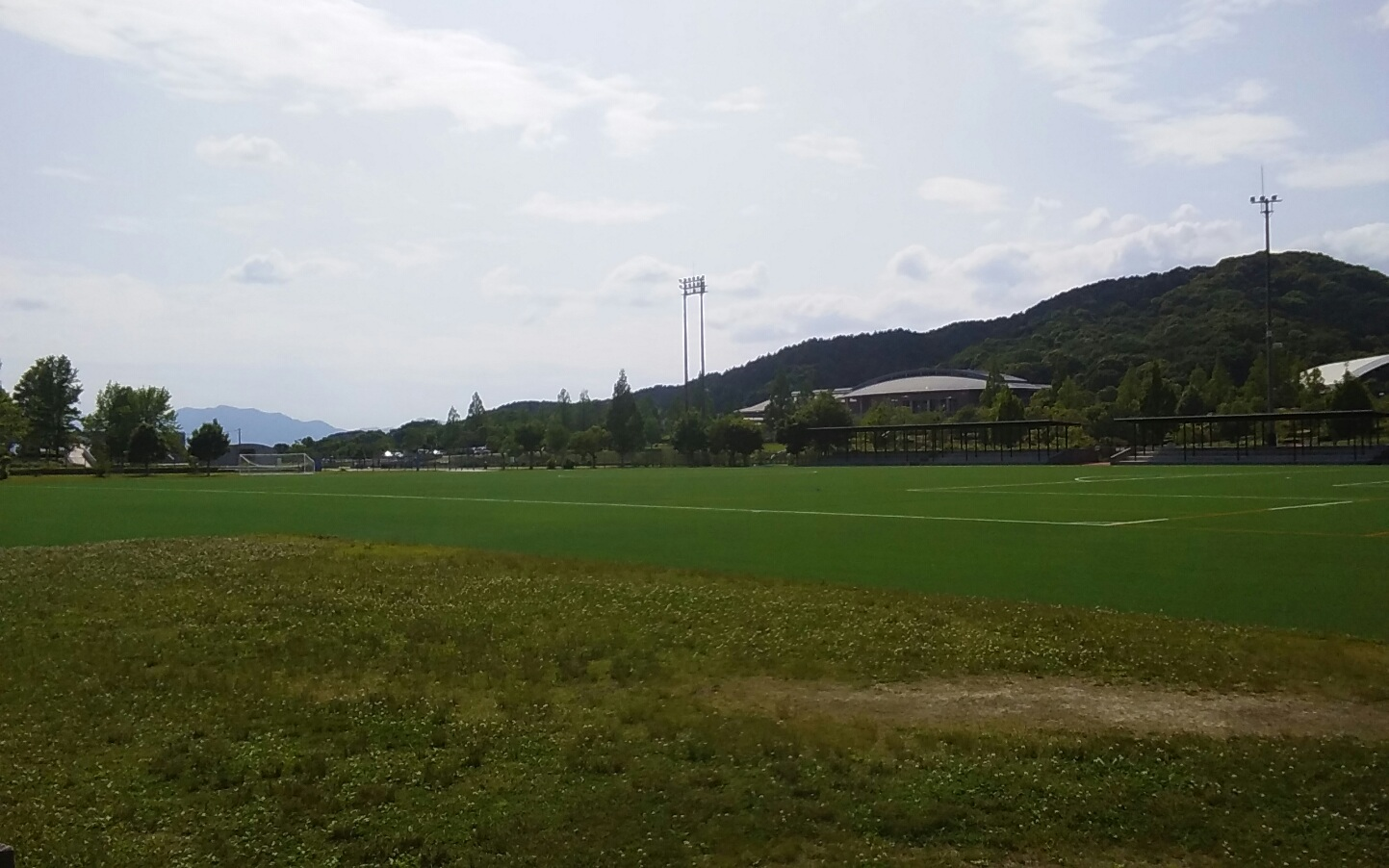
球技場
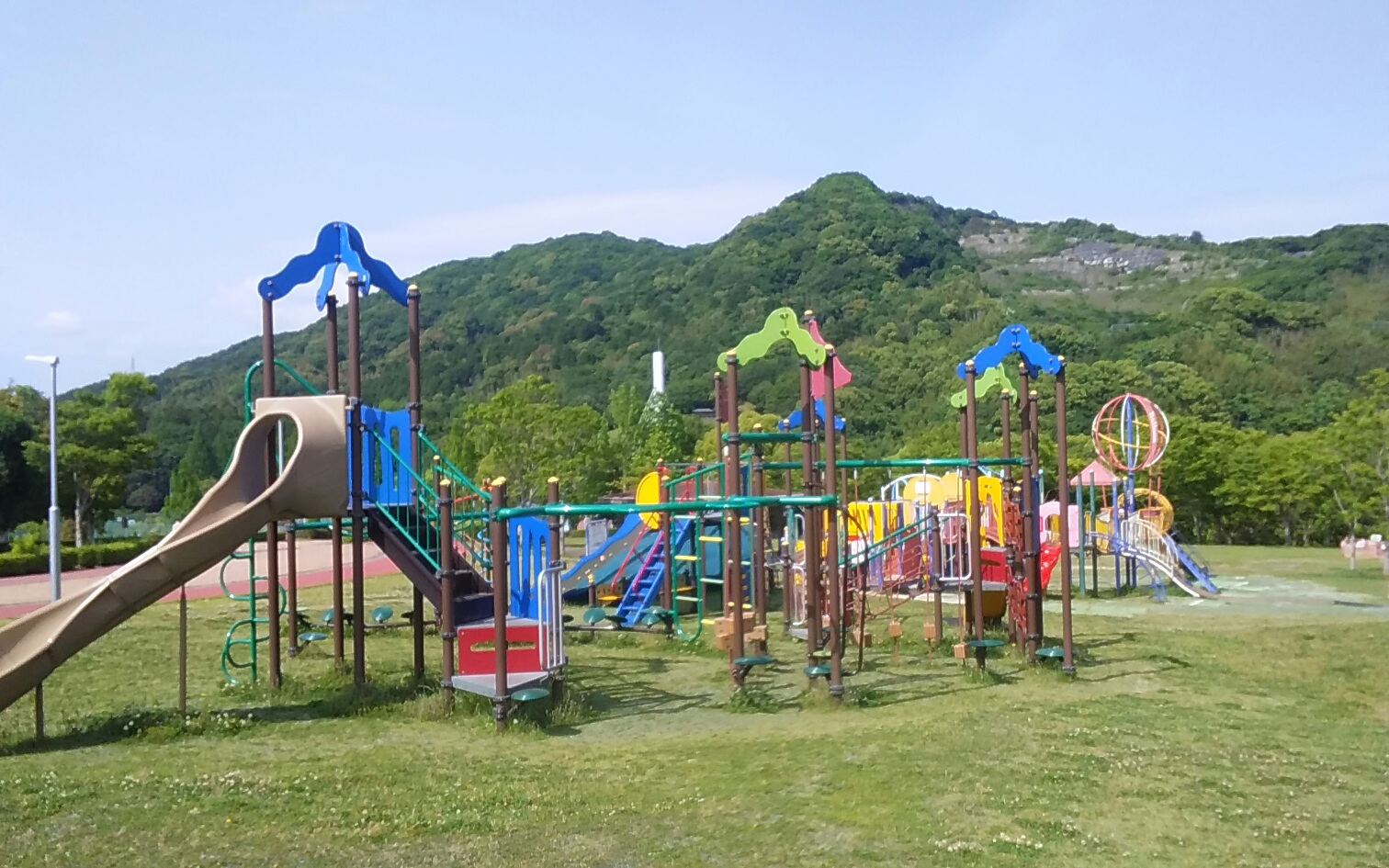
芝生広場の遊具
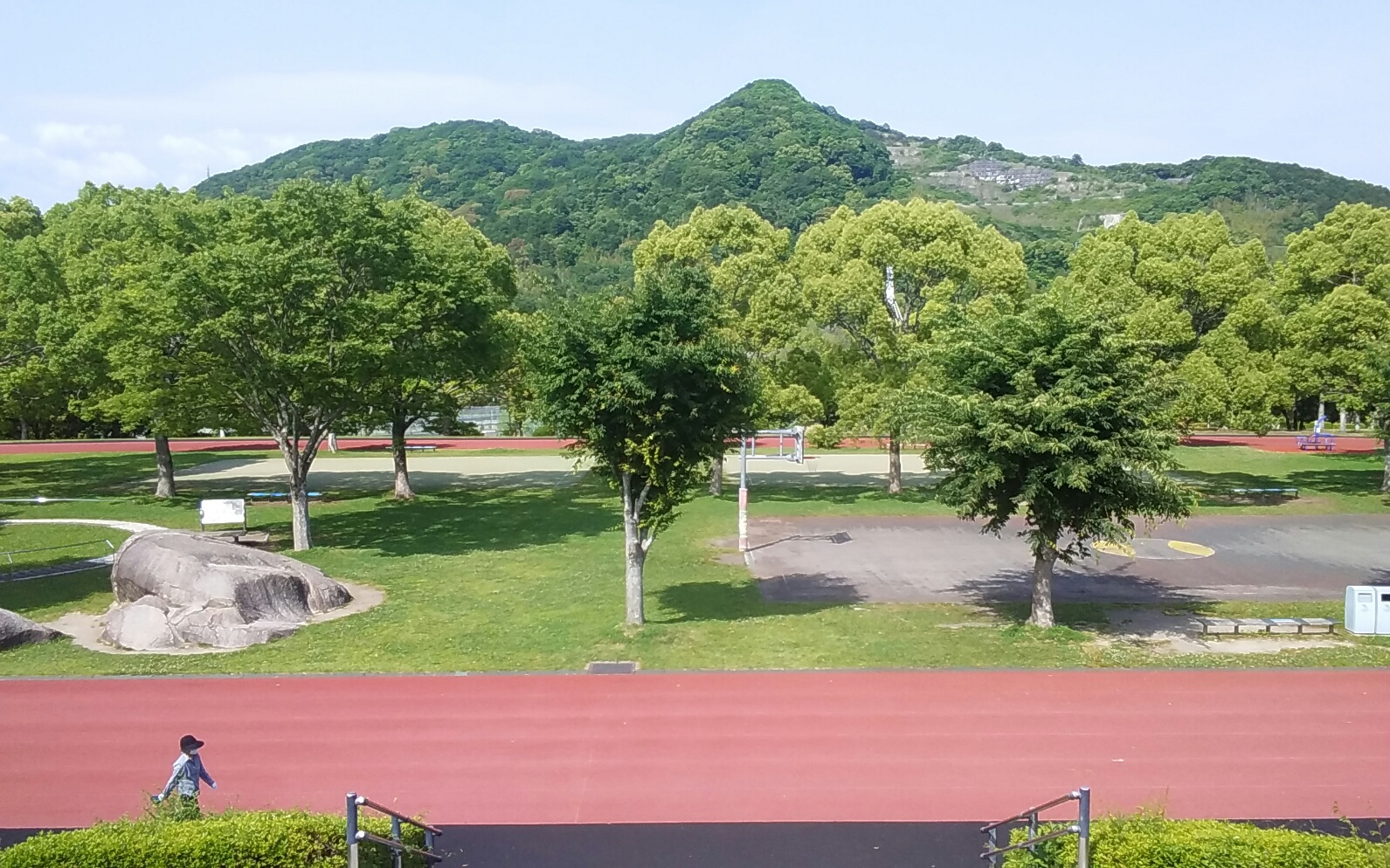
健康運動広場
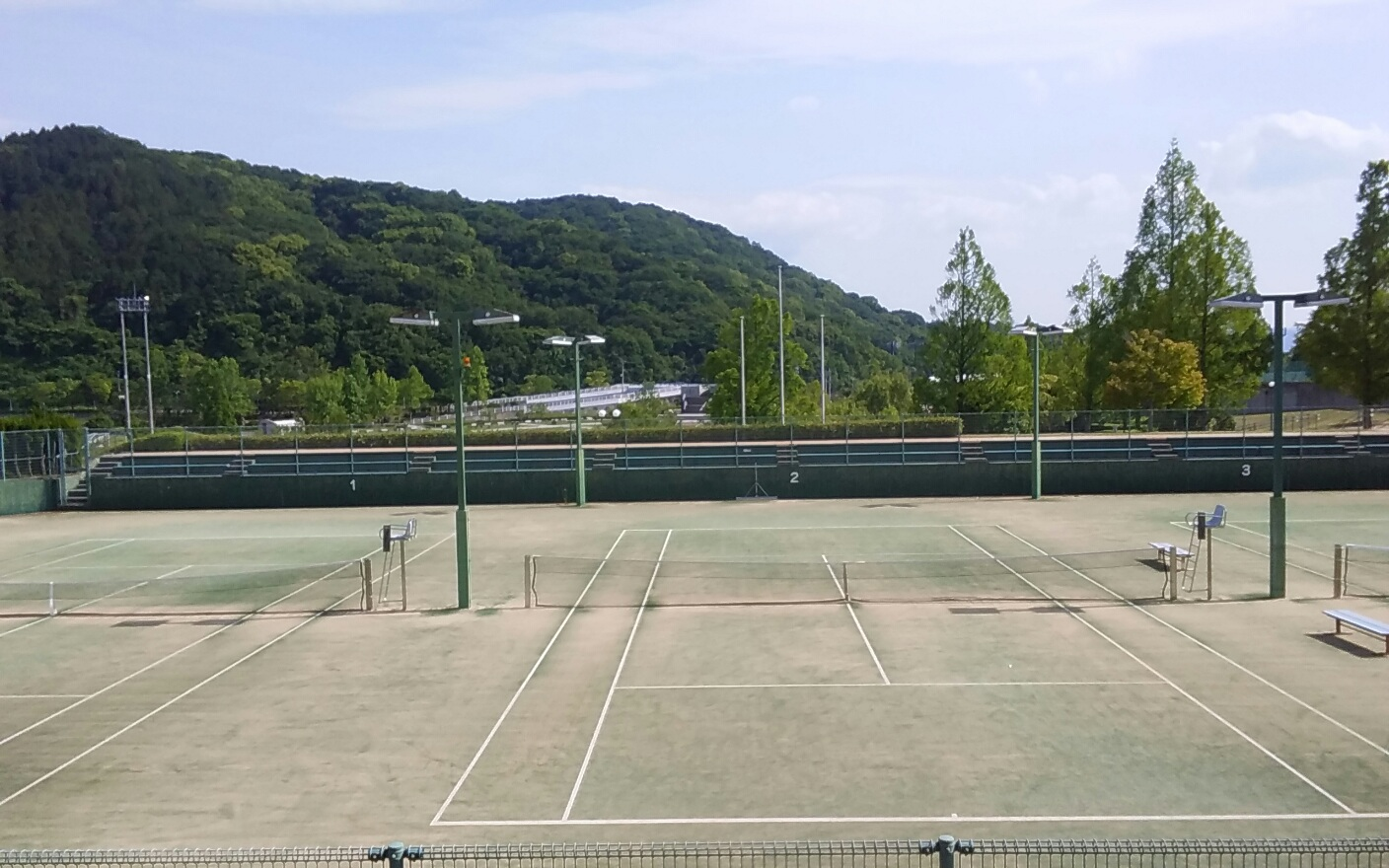
テニスコート
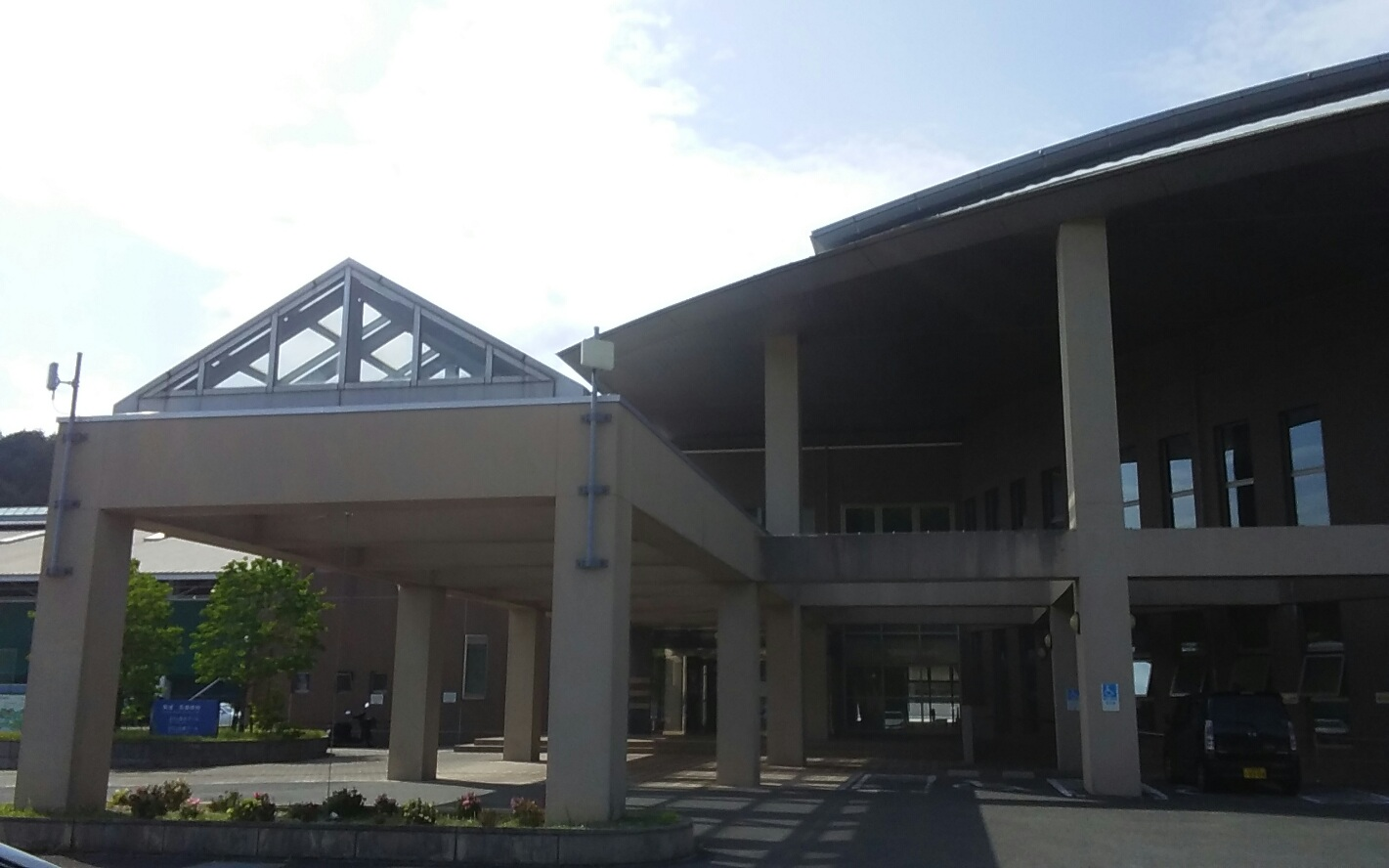
プール
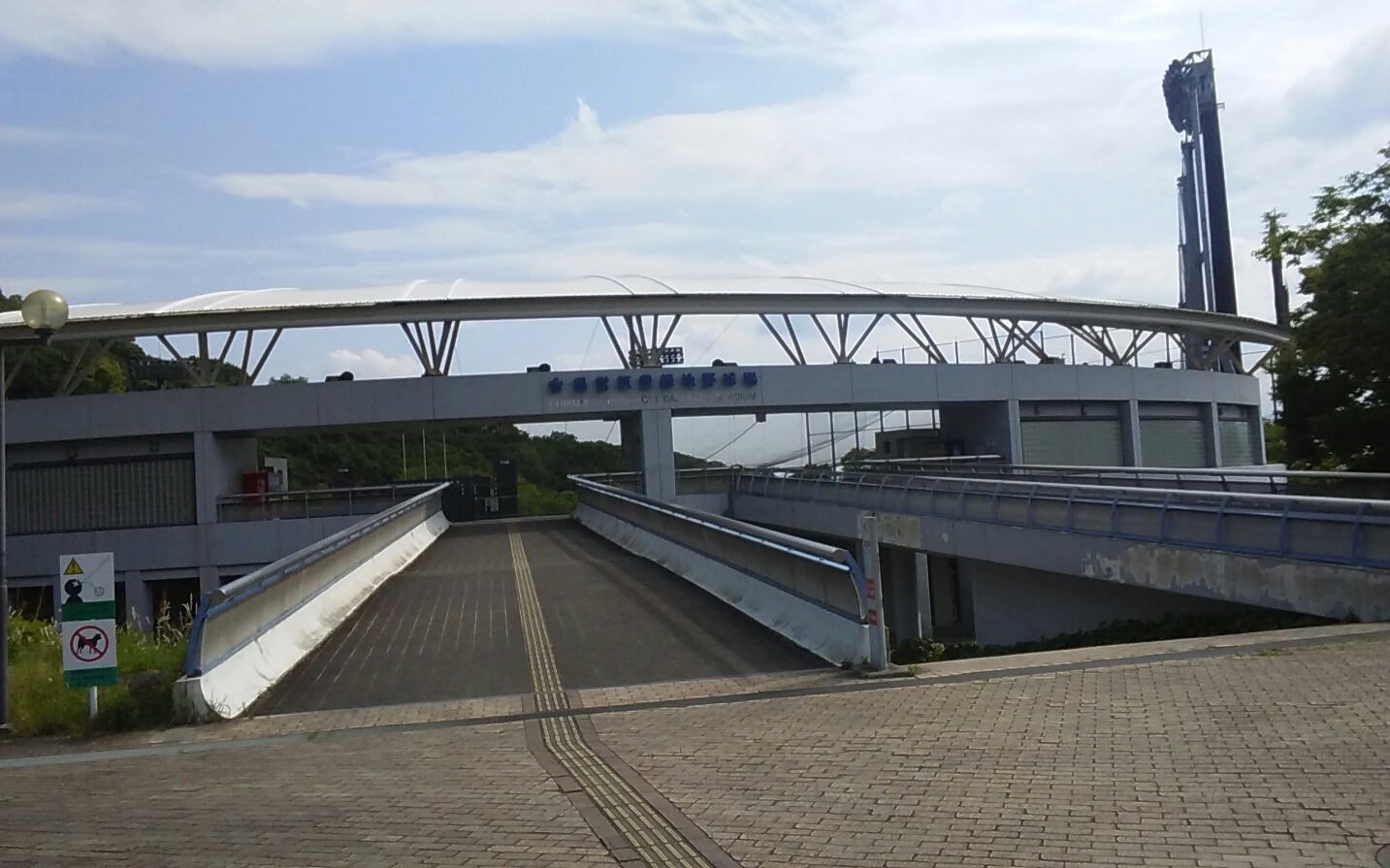
筑豊緑地野球場
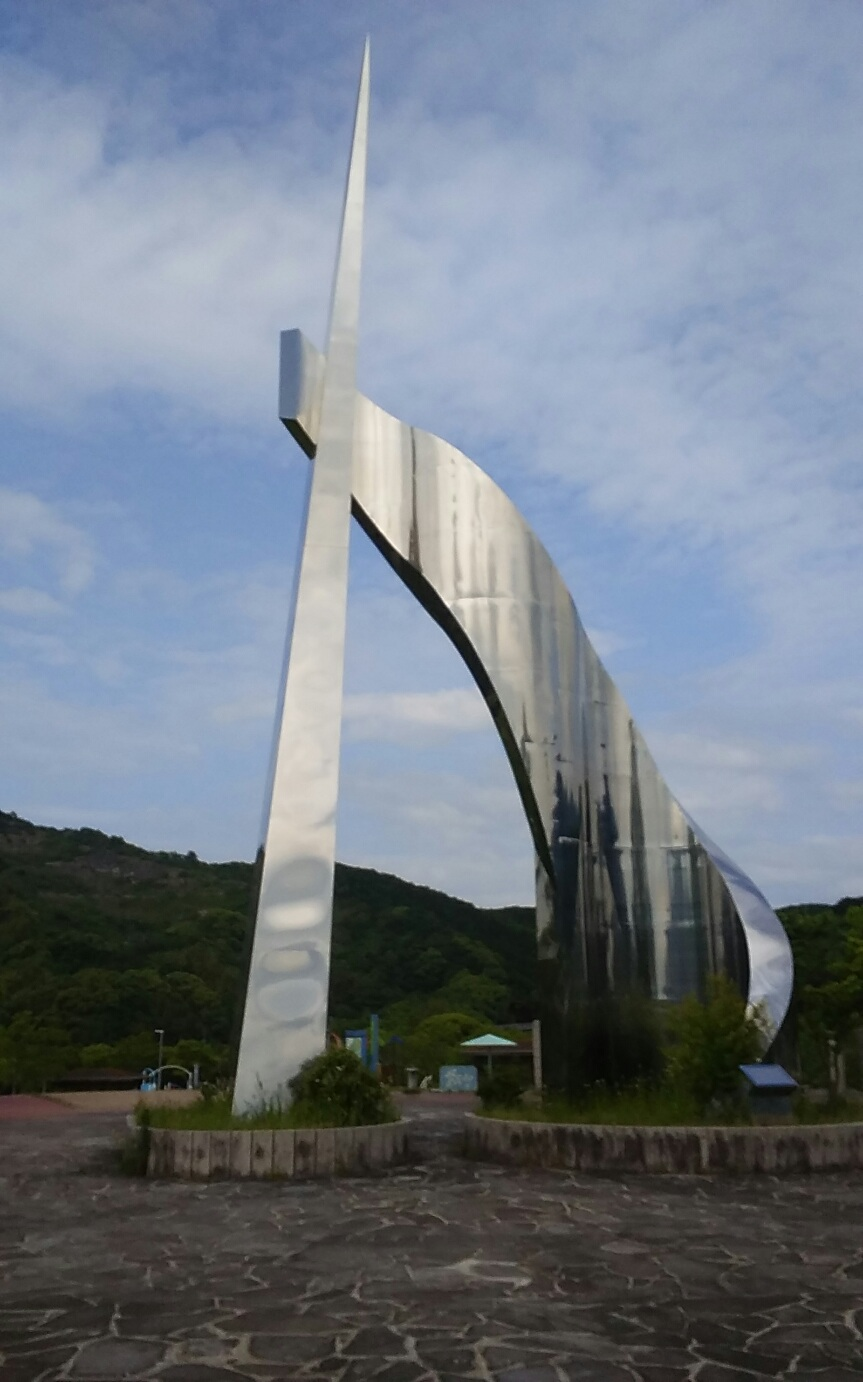
出会いの広場
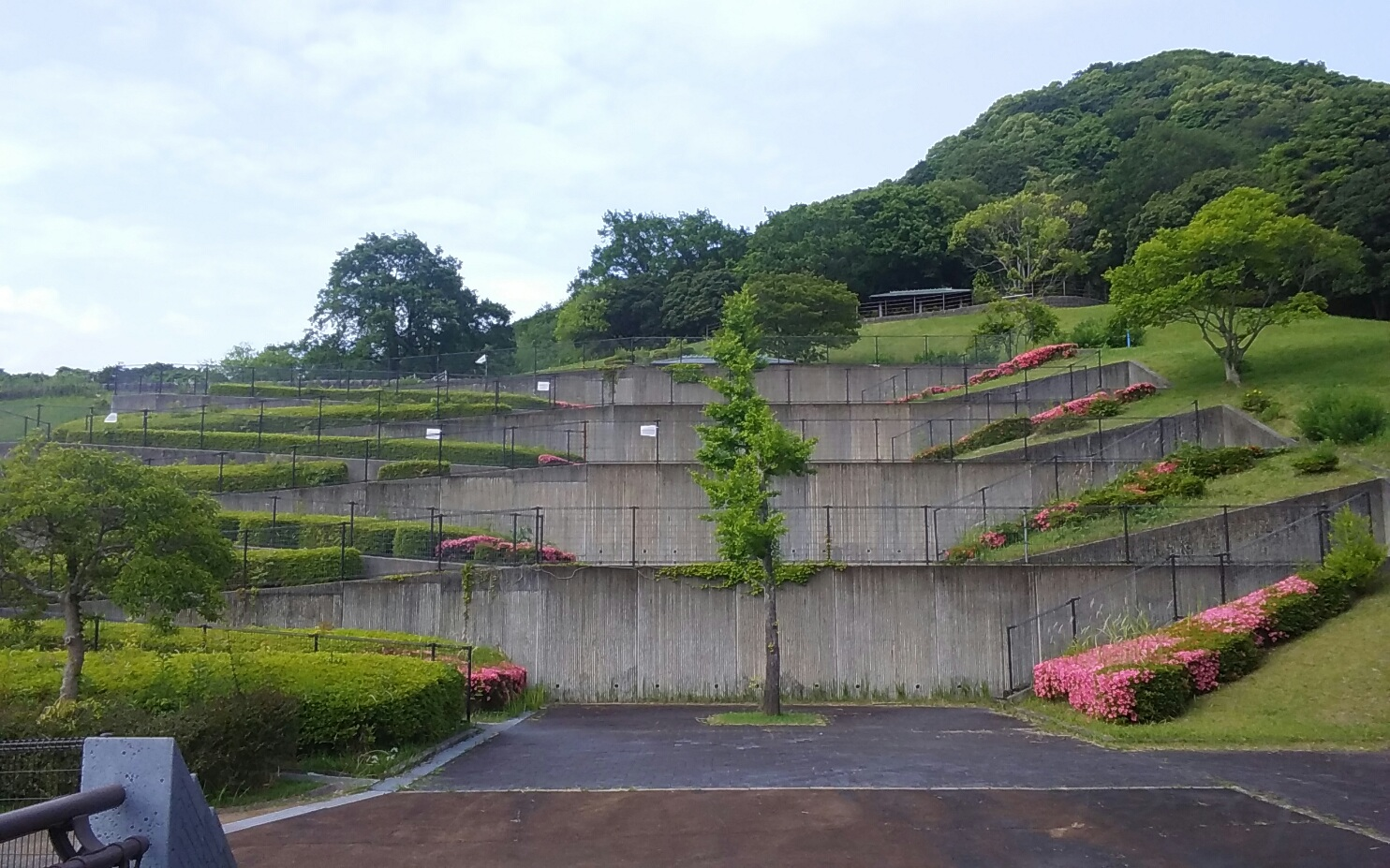
トリム園
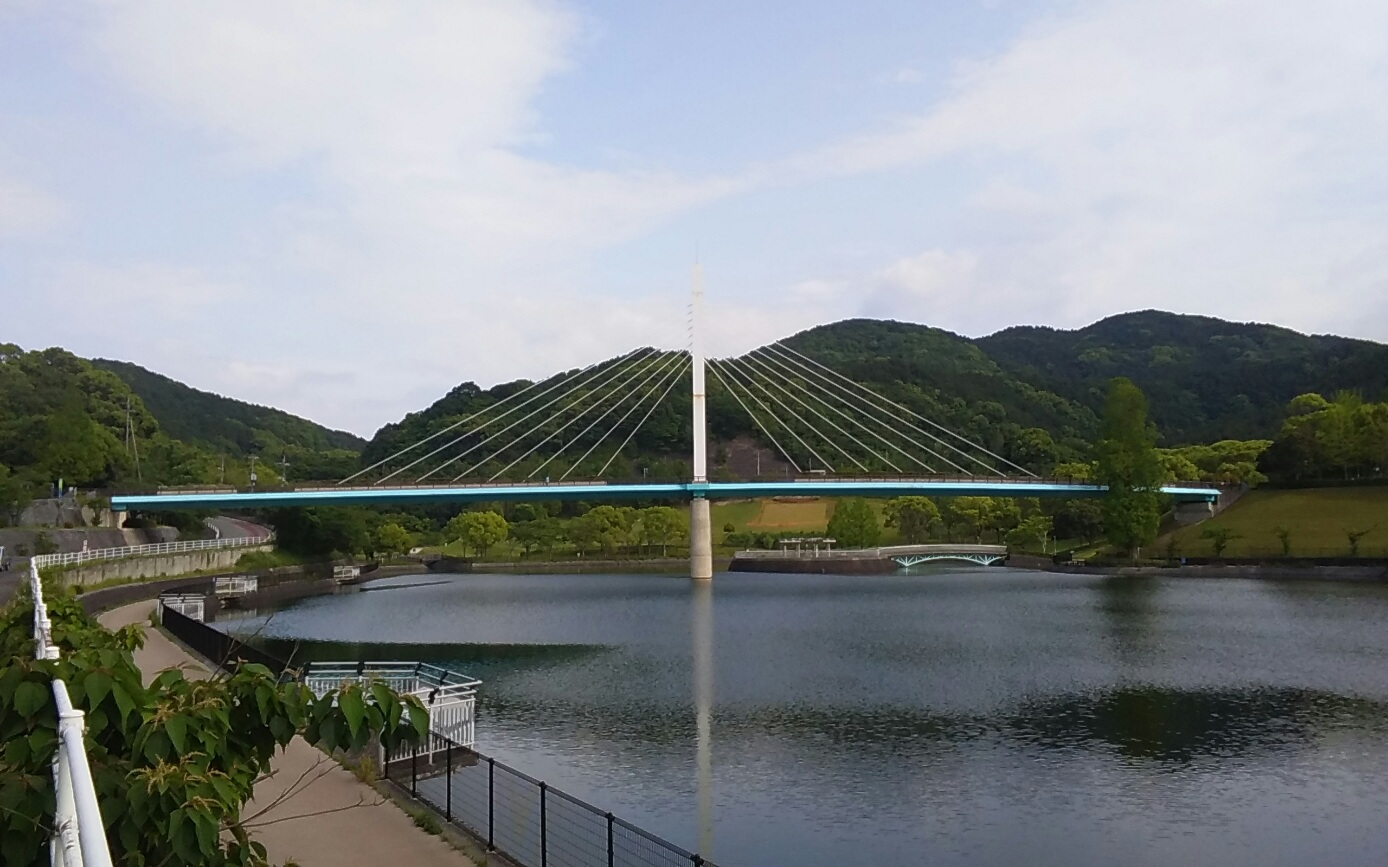
烏尾池とハーブ橋
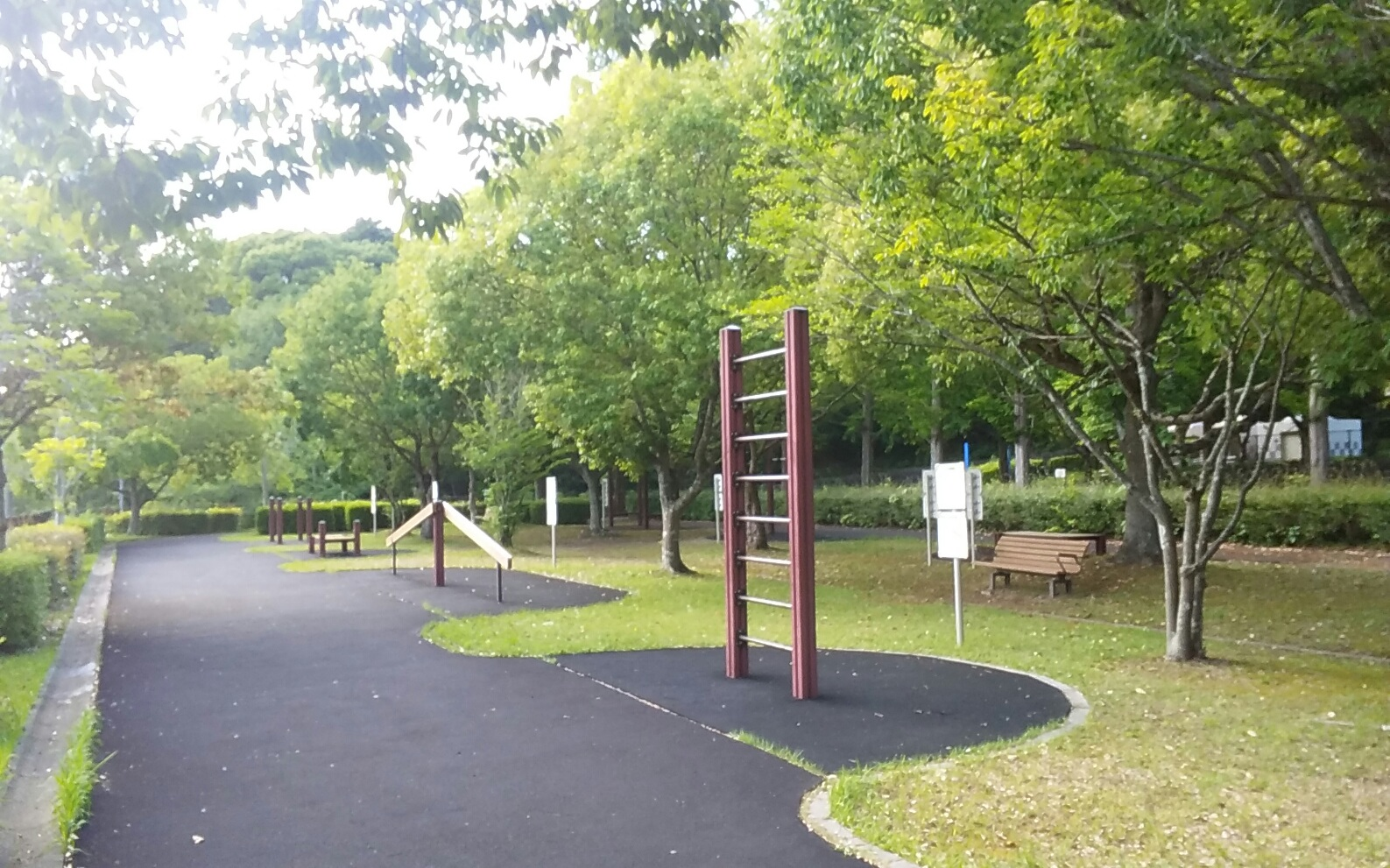
多目的広場

## 交通アクセス
- 西鉄天神高速バスターミナル・飯塚バスターミナル・新飯塚駅などから西鉄バス筑豊特急線に乗車し「仁保」下車、徒歩30分（2.4km）。
  - かつては烏尾トンネルを経由しない系統がすぐそばの「筑豊遊園」バス停に停車していたが、2025年3月31日の運行をもって廃止された。
- 飯塚バスターミナル・新飯塚駅から西鉄バス赤坂橋ゆきに乗車し「仁保四角」下車、徒歩30分（2.4km）。
- JR九州後藤寺線船尾駅からタクシーで10分（4.8㎞）。
- マイカーの場合、九州自動車道福岡インターチェンジから八木山バイパスを経由し約30km。国道201号（烏尾峠経由）沿い。
- 駐車場あり